# 潮州土狗
潮州土狗（2002年11月29日—，漢名黃靖硯）是屏東縣來義鄉義林村出生的台灣男歌手、饒舌歌手，為泰雅族和排灣族。擅長嘻哈音樂、超白話文作詞創作。2020於網路社群發跡，發表單曲《看啥？》，後為製作人陳星翰所屬之奇洱文創相中，成為Asiaboy禁藥王 & Lizi栗子的同門師弟。2021年憑藉《50元的檳榔》一曲，入圍第12屆金音創作獎「最佳嘻哈歌曲獎」。

## 經歷
年少時期為台灣棒球員，曾加入屏東縣光華國小少棒隊，麟洛國中、光春國中青少棒隊，以及屏東縣大同高中青棒隊。並參與過黑豹旗全國高中棒球大賽等棒球賽事。自2020年接觸到嘻哈音樂，便投身饒舌創作。2020年7月，於YouTube個人作品《看啥？》，至今累積超過兩百五十萬點擊。後為製作人陳星翰所相中簽約，成為奇洱文創旗下藝人。2021年5月，推出加盟奇洱文創後的首支單曲《50元的檳榔》引發話題，點擊次數達到三百九十萬。後陸續推出《反毒大使》、《現主時 （feat. Asiaboy禁藥王 & Lizi栗子）》等音樂作品。MV風格偏向惡搞趣味，翻玩台灣本地迷因和中國抖音影片，《現主時》MV更是邀請玖壹壹團員春風客串入鏡。同年憑藉《50元的檳榔》入圍第12屆金音創作獎最佳嘻哈歌曲獎，以18歲之姿成為史上最年輕的獎項入圍者。後於2022年底發行個人首張錄音室專輯《狗狗歷險記》，並於2023年入圍第34屆金曲獎最佳新人獎。

## 音樂作品
| 名稱                                      | 類型 | 發行日         | 唱片公司 | 作詞                   | 作曲                           | 編曲    | 製作人 |
| ----------------------------------------- | ---- | -------------- | -------- | ---------------------- | ------------------------------ | ------- | ------ |
| 看啥？（feat. 雷翰）                      | 單曲 | 2021年1月12日  | 奇洱文創 | 黃靖硯、蔣宗翰         | 黃靖硯、蔣宗翰                 | Fevkani | 黃靖硯 |
| 50元的檳榔                                | 單曲 | 2021年5月12日  | 奇洱文創 | 黃靖硯                 | 黃靖硯                         | 陳耘聖  | 陳耘聖 |
| 反毒大使                                  | 單曲 | 2021年8月16日  | 奇洱文創 | 黃靖硯                 | 黃靖硯                         | 陳耘聖  | 陳耘聖 |
| 現主時 （feat. Asiaboy禁藥王 & Lizi栗子） | 單曲 | 2021年11月16日 | 奇洱文創 | 黃靖硯、王敬堯、吳偉豪 | 黃靖硯、王敬堯、吳偉豪、林書緯 | 林書緯  | 林書緯 |
| 假面甜心                                  | 單曲 | 2022年6月21日  | 奇洱文創 | 黃靖硯                 | 黃靖硯、陳耘聖                 | 陳祺方  | 陳耘聖 |
| 頌如來如頌                                | 單曲 | 2022年9月27日  | 奇洱文創 | 黃靖硯                 | 黃靖硯、林書緯                 | 林書緯  | 林書緯 |

## 獎項紀錄
| 年份 | 屆次             | 作品           | 獎項           | 入圍           | 結果 |
| ---- | ---------------- | -------------- | -------------- | -------------- | ---- |
| 2021 | 第12屆金音創作獎 | 《50元的檳榔》 | 最佳嘻哈歌曲獎 | 《50元的檳榔》 | 提名 |
| 2023 | 第34屆金曲獎     | 《狗狗歷險記》 | 最佳新人獎     | 《狗狗歷險記》 | 提名 |

## 外部連結
- 潮州土狗的Facebook專頁
- 潮州土狗的Instagram帳戶
- 潮州土狗的YouTube頻道 （页面存档备份，存于）